# وژمنگلم
وژمنگلم (به انگلیسی: Vazhmangalam) یک روستا در هند است که در تامیل نادو واقع شده‌است.